# James Cloyd Downs
James Cloyd Downs (* 6. November 1885; † 11. Dezember 1957 in Eugene, Oregon) war ein US-amerikanischer Chemieingenieur, der durch die Erfindung der Downs-Zelle bekannt ist.

## Leben
James C. Downs konstruierte die nach ihm benannte Elektrolysezelle in Niagara Falls als Mitarbeiter der 1885 gegründeten Firma Roessler and Hasslacher Chemical Company, die 1930 von DuPont übernommen wurde.
James C. Downs war der Sohn von James P Downs und Mary Louise Cloyd. Er war verheiratet mit Mabel Lehmann; das Paar hatte fünf Kinder.

## Ehrungen
James Downs wurde 1934 mit der Jacob-F.-Schoellkopf-Medaille ausgezeichnet. Sie wird von einer Abteilung der American Chemical Society vergeben. Vor allem aber trägt die von ihm erfundene Zelle seinen Namen.